# Rodeo Drive (azienda)
La Rodeo Drive è una casa di produzione cinematografica italiana.

## Storia
L'azienda è stata fondata nel 1991 da Marco Poccioni e Marco Valsania. Ha prodotto numerosi film italiani e cinepanettoni, partecipando con le proprie produzioni a volte anche a festival internazionali e ha lavorato con artisti come Alessandro D'Alatri (per il quale ha prodotto Senza pelle, I giardini dell'Eden, Casomai, La febbre), Carlo Mazzacurati (La lingua del santo, A cavallo della tigre), Alex Infascelli (Il siero della vanità) e il trio Aldo, Giovanni e Giacomo (Tre uomini e una gamba, Così è la vita). Nel 2004 la Rodeo Drive Ltd, insieme a Giovanni Facchini, fonda la Rodeo Drive Media. La prima opera è la serie televisiva Crimini, prodotta insieme a Rai Fiction.
Ha prodotto anche i film Una commedia pericolosa e The Cage - Nella gabbia.

## Produzioni

### Cinema
- Volevamo essere gli U2, regia di Andrea Barzini (1992)
- Cominciò tutto per caso, regia di Umberto Marino (1993)
- Senza pelle, regia di Alessandro D'Alatri (1994)
- L'uomo che guarda, regia di Tinto Brass (1994)
- Cuori al verde, regia di Giuseppe Piccioni (1995)
- Tre uomini e una gamba, regia di Aldo, Giovanni e Giacomo e Massimo Venier (1997)
- Il macellaio, regia di Aurelio Grimaldi (1997)
- Le cose che non ti ho mai detto, regia di Isabel Coixet (1997)
- L'immagine del desiderio, regia di Bigas Luna (1998)
- Lo sguardo dell'altro, regia di Vicente Aranda (1998)
- Ilona arriva con la pioggia, regia di Sergio Cabrera (1998)
- Così è la vita, regia di Aldo, Giovanni e Giacomo e Massimo Venier (1998)
- I giardini dell'Eden, regia di Alessandro D'Alatri (1998)
- La bomba, regia di Giulio Base (1999)
- Si fa presto a dire amore, regia di Enrico Brignano (1999)
- La lingua del santo, regia di Carlo Mazzacurati (2000)
- Non lo sappiamo ancora, regia di Carlo Mazzacurati (2000)
- A cavallo della tigre, regia di Carlo Mazzacurati (2002)
- Casomai, regia di Alessandro D'Alatri (2002)
- Per sempre, regia di Alessandro Di Robilant (2003)
- Gli indesiderabili, regia di Pasquale Scimeca (2003)
- La terza stella, regia di Alberto Ferrari (2004)
- Il siero della vanità, regia di Alex Infascelli (2004)
- Bastardo dentro, regia di Patrick Alessandrin (2005)
- La febbre, regia di Alessandro D'Alatri (2005)
- Passo a due, regia di Andrea Barzini (2005)
- Nati stanchi, regia di Dominick Tambasco (2005)
- Teste di cocco, regia di Ugo Fabrizio Giordani (2005)
- Colpo di stadio, regia di Sergio Cabrera (2006)
- Baciami piccina, regia di Roberto Cimpanelli (2006)
- Cuba libre, regia di David Riondino (2006)
- Viaggio segreto, regia di Roberto Andò (2006)
- Mi fido di te, regia di Massimo Venier (2006)
- Troppo belli, regia di Ugo Fabrizio Giordani (2007)
- Un Principe chiamato Totò, regia di Fabrizio Berruti (2007)
- Il mattino ha l'oro in bocca, regia di Francesco Patierno (2008)
- Il seme della discordia, regia di Pappi Corsicato (2008)
- Un coccodrillo per amico, regia di Francesca Marra (2008)
- L'allenatore nel pallone 2, regia di Sergio Martino (2008)
- Sharm el Sheikh - Un'estate indimenticabile, regia di Ugo Fabrizio Giordani (2010)
- Faccio un salto all'Avana, regia di Dario Baldi (2010)
- Cose dell'altro mondo, regia di Francesco Patierno (2011)
- Gli equilibristi, regia di Ivano De Matteo (2012)
- I nostri ragazzi, regia di Ivano De Matteo (2014)
- Poli opposti, regia di Max Croci (2015)
- Al posto tuo, regia di Max Croci (2016)
- La vita possibile, regia di Ivano De Matteo (2016)
- Chi m'ha visto, regia di Alessandro Pondi (2017)
- Tutta un'altra vita, regia di Alessandro Pondi (2019)
- Divorzio a Las Vegas, regia di Umberto Carteni (2020)
- Villetta con ospiti, regia di Ivano De Matteo (2020)
- Diario di spezie, regia di Massimo Donati (2021)
- Il materiale emotivo, regia di Sergio Castellitto (2021)
- School of Mafia, regia di Alessandro Pondi (2021)
- Quasi orfano, regia di Umberto Carteni (2022)
- The Cage - Nella gabbia, regia di Massimiliano Zanin (2023)
- Finché notte non ci separi, regia di Riccardo Antonaroli (2024)
- Per il mio bene, regia di Mimmo Verdesca (2024)
- Una figlia, regia di Ivano De Matteo (2025)

### Televisione
- Crimini (2006-2010)
- La svolta - film Netflix (2022)
- Sopravvissuti (2022)